# Braun Károly
Braun Károly (1970. április 27. –) labdarúgó, hátvéd.

## Pályafutása
1987 és 1995 között a Pécsi MSC labdarúgója volt. Az élvonalban 1987. október 7-én mutatkozott be a Debreceni MVSC ellen, ahol 1–1-es döntetlen született. Tagja volt az 1990-es kupagyőztes és az 1990–91-es bajnoki bronzérmes csapatnak. Az 1995–96-os idényben ősszel az Újpesti TE színeiben játszott, tavasszal visszatért Pécsre. Az élvonalban összesen 142 mérkőzésen szerepelt és három gólt szerzett.

## Sikerei, díjai
- Magyar bajnokság
  - 3.: 1990–91, 1995–96
- Magyar kupa
  - győztes: 1990